# Pselliophora laneipes
Pselliophora laneipes är en tvåvingeart som beskrevs av Edwards 1921. Pselliophora laneipes ingår i släktet Pselliophora och familjen storharkrankar.
Artens utbredningsområde är Taiwan. Inga underarter finns listade i Catalogue of Life.